# Rajon Dondușeni
Der Rajon Dondușeni ist ein Rajon in der Republik Moldau. Die Rajonshauptstadt ist Dondușeni.

## Geographie
Der Rajon liegt im Norden des Landes und besitzt entlang des Flusses Dnister einen schmalen Grenzabschnitt zur Ukraine. Die Nachbarbezirke sind Drochia, Edineț, Ocnița, Rîșcani und Soroca.

## Geschichte
Der Rajon Dondușeni besteht seit 2003.

## Bevölkerung

### Bevölkerungsentwicklung
1959 lebten im Gebiet des heutigen Rajons 54.386 Einwohner. Bis 1970 stieg die Bevölkerungszahl auf 57.467. Entgegen der landesweiten Entwicklung sank die Zahl die Einwohner bei den folgenden drei Volkszählungen kontinuierlich: von 57.092 im Jahr 1979 über 53.902 im Jahr 1989 bis zu 46.442 im Jahr 2004 – zuletzt also deutlich unter den Wert von 1959. Bis 2014 sank sie weiter auf 37.856 ab.

### Volksgruppen
Laut der Volkszählung 2004 stellen die Moldauer mit 80,3 % die anteilsmäßig größte Volksgruppe im Rajon Dondușeni, gefolgt von den Ukrainern mit 12,7 % und den Russen mit 5,8 %. Kleinere Minderheiten bilden die Rumänen mit 0,5 % sowie die Gagausen und Bulgaren mit jeweils 0,1 %.

## Kultur und Sehenswürdigkeiten
Im Dorf Țaul befindet sich der größte dendrologische Park Moldaus. Um den Park stehen mehrere zu Beginn des 20. Jahrhunderts errichtete Gebäude sowie eine 1963 gegründete Landwirtschaftsschule, eine der ältesten Hochschulen des Landes.

## Städte und Gemeinden
Im Rajon Dondușeni befinden sich insgesamt 30 Ortschaften, darunter die Stadt Dondușeni, 21 Gemeinden und 8 weitere Dörfer.
(Stand: 2004)
| Stadt/Gemeinde | Einwohner |
| -------------- | --------- |
| Dondușeni      | 9.801     |
| Arionești      | 1.596     |
| Baraboi        | 3.354     |
| Briceni        | 897       |
| Cernoleuca     | 2.087     |
| Climăuți       | 1.228     |
| Corbu          | 1.619     |
| Crișcăuți      | 1.348     |
| Dondușeni      | 1.695     |
| Elizavetovca   | 632       |
| Frasin         | 2.090     |
| Horodiște      | 1.075     |
| Moșana         | 1.796     |
| Pivniceni      | 728       |
| Plop           | 1.472     |
| Pocrovca       | 1.059     |
| Rediul Mare    | 1.150     |
| Scăieni        | 2.037     |
| Sudarca        | 2.103     |
| Teleșeuca      | 828       |
| Tîrnova        | 4.606     |
| Țaul           | 3.331     |

## Personen mit Bezug zum Rajon
- Alexander Gelman – Basarabischer Dramatiker, Schriftsteller und Drehbuchautor.
- Arcadie Gherasim – Journalist (Vocea Basarabiei).
- Boris Trakhtenbrot – Israelischer und russischer Mathematiker in mathematischer Logik, Algorithmen, Theorie der Berechnung und Kybernetik.
- Constantin Stere – Politiker, Anwalt, Gelehrter und Schriftsteller.
- Gary Bertini – Israelischer Dirigent.
- Ion Druta – Dichter, Mitglied der Akademie der Wissenschaften Moldaus.
- Mihai Grecu – Künstler, einer der zu seiner Zeit von Kritikern und Publikum am meisten geschätzten.
- Mihail Șleahtițchi – Bildungsminister Moldaus, von 2010.
- Dorin Recean – Premierminister Moldaus.